# Đồng Đại Lộc
Đồng Đại Lộc (sinh 1958), là một Trung tướng Công an nhân dân Việt Nam. Ông hiện đang làm giảng viên tại Học viện Cảnh sát Nhân dân. Ông nguyên là Phó Tổng cục trưởng Tổng cục Cảnh sát, Bộ Công an (Việt Nam), nguyên Cục trưởng Cục Cảnh sát điều tra tội phạm về ma túy. Ông nguyên là Ủy viên Ban thường vụ Tỉnh ủy, Bí thư Đảng ủy, Giám đốc Công an tỉnh Thanh Hóa.

## Thân thế
Đồng Đại Lộc sinh năm 1958 tại xã Ngư Lộc, huyện Hậu Lộc, tỉnh Thanh Hóa, trong gia đình có đông anh em. Bố mẹ đều là những người lao động bình thường. Bản thân ông là người có ý chí nỗ lực phấn đấu, vượt qua rất nhiều khó khăn trong cuộc sống để theo đuổi việc học hành. Ông từng là Giám đốc Công an tỉnh Thanh Hóa. Ông từng là học sinh chuyên toán, Trường Trung học Phổ thông Chuyên Lam Sơn, Thanh Hóa, Học viên Học viện Cảnh sát Nhân dân và là người có đóng góp vào công cuộc đơn giản hóa thủ tục hành chính công an trong tỉnh bằng công nghệ thông tin . Không chỉ là nhà lãnh đạo của ngành công an, ông còn là người có khả năng và yêu văn nghệ. Ông sáng tác nhiều tập thơ hay, nhất là những bài thơ về người lính. Trong số đó, có những bài đã được phổ nhạc rất thành công. Như bài: Bia Mộ không khắc tên - Hát về những liệt sĩ vô danh đã hy sinh tại Quảng Nam.
Lúc ông làm Giám đốc công an Thanh Hóa, đã có sáng kiến xây dựng đề án " Xây dựng khu dân cư, An toàn - An Ninh - Trật tự" được nhân rộng ra toàn quốc như một hình mẫu điển hình. Ông cũng là người đi đầu trong cả nước về công tác cải cách hành chính và ứng dụng công nghệ tin học vào công tác Công an.

## Sự nghiệp
- Năm 1980, tốt nghiệp khóa I, Học viện Cảnh sát Nhân dân, được điều về công tác tại phòng CSHS - Công an Tỉnh Thanh Hóa.
- Năm 1987, được đề bạt làm Phó phòng Cảnh sát hình sự, Công an Thanh Hóa,
- Từ năm 1988 - 1990, Phó phòng cảnh sát kinh tế, Công an Thanh Hóa,
- Từ năm 1990 - 1994, Trưởng phòng Cảnh sát kinh tế, Công an Thanh Hóa.
- Từ năm 1994 - 3/2004, Phó giám đốc Công an tỉnh Thanh Hóa
- Từ tháng 3/2004 - 10/2010, Ủy viên Ban thường vụ Tỉnh ủy, Ủy viên UBND Tỉnh, Bí thư Đảng ủy, Giám đốc công an Tỉnh Thanh Hóa,
- Từ 10/2010 - 08/2018, Phó Tổng cục trưởng Tổng cục Cảnh sát, Bộ Công an.
- Thăng quân hàm Thiếu tướng (2007), Trung tướng (2012)
- Ngày 26/5/2011, ông đạt được học vị tiến sĩ[1] và năm 2015 ông nhận được học hàm Phó giáo sư[5] ngành Khoa học an ninh.
- Từ tháng 1 đến tháng 8 năm 2018, Ông kiêm Cục trưởng Cục Cảnh sát điều tra tội phạm về ma túy.
- Ngày 14/9/2018, Học viện CSND đã long trọng tổ chức Lễ công bố và trao Quyết định về việc kéo dài thời gian công tác để làm công tác nghiên cứu và giảng dạy tại Học viện CSND đối với PGS.TS Đồng Đại Lộc, nguyên Phó Tổng cục trưởng Tổng cục Cảnh sát.

## Danh hiệu
- Ông là một trong chín người đạt được Giải thưởng CIO Awards 2008, một giải thưởng uy tín ghi nhận những cải tiến về kinh doanh và khả năng lãnh đạo của các CIO [3].
- Được nhà nước tặng thưởng huân chương chiến công Hạng Nhất, Nhì và Ba.
- 02 Huân chương hữu nghị Việt Lào cùng nhiều huân huy chương và bằng khen của chính phủ cũng như Bộ Công an.